# Leptosciarella rejecta
Leptosciarella rejecta är en tvåvingeart som först beskrevs av Johannes Winnertz 1867.  Leptosciarella rejecta ingår i släktet Leptosciarella och familjen sorgmyggor.
Artens utbredningsområde är Tyskland. Arten är reproducerande i Sverige. Inga underarter finns listade i Catalogue of Life.